# بتونه احمقانه

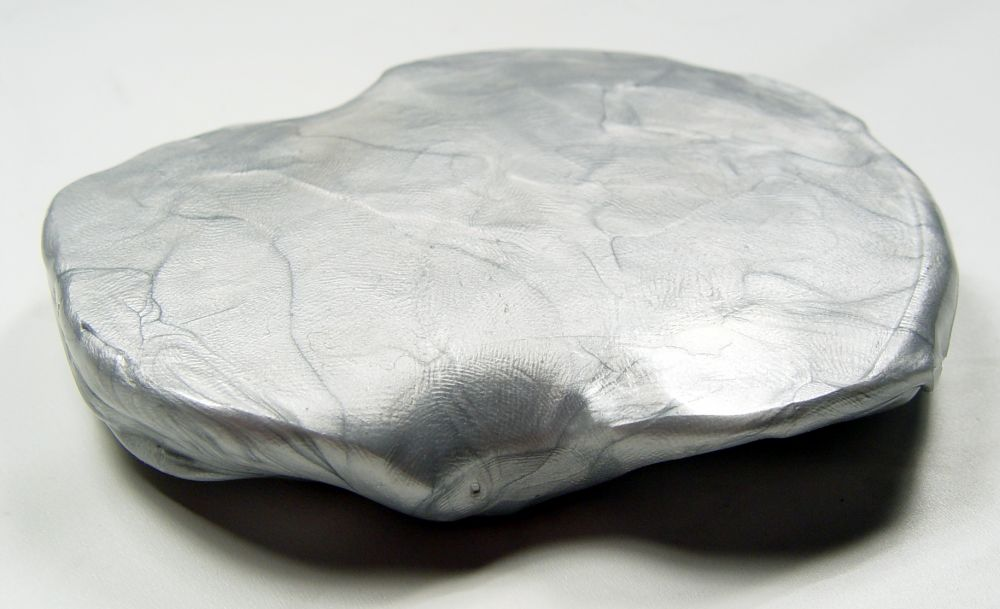
سیلی پوتی نقره ای رنگ

بتونه احمقانه یا سیلی پوتی (به انگلیسی: Silly Putty) یک اسباب بازی مبتنی بر پلیمرهای سیلیکونی است که دارای خواص فیزیکی غیرعادی است. بعد از برخورد پرش می کند، اما با ضربه تند می شکند، و همچنین می تواند مانند یک مایع جاری شود. بتونه احمقانه حاوی سیلیکون مایع ویسکوالاستیک است که نوعی سیال غیر نیوتنی است که باعث می شود در مدت زمان طولانی به عنوان یک مایع چسبناک عمل کند اما در مدت زمان کوتاه به عنوان یک جامد الاستیک عمل کند. این ماده در ابتدا در طول تحقیقات در مورد جایگزین های بالقوه لاستیک برای استفاده توسط ایالات متحده در جنگ جهانی دوم ایجاد شد.  
نام بتونه احمقانه یک نماد بازرگانی شرکت کرایولا است.  نام های دیگر برای بازاریابی مواد مشابه از تولید کنندگان دیگر استفاده می شود.

## توضیحات
به عنوان یک بتونه جهنده، بتونه احمقانه به دلیل ویژگی های غیر معمول آن مورد توجه قرار گرفته است. هنگام برخورد جهش می کند اما وقتی ضربه تند به آن وارد می شود می شکند. همچنین می تواند در یک مایع شناور شود و با زمان کافی یک چاله تشکیل می دهد. بتونه احمقانه و بسیاری دیگر از محصولات بتونه که به فروش می روند دارای مواد ویسکوالاستیک هستند تا جریان را کاهش دهند و بتونه را قادر به حفظ کردن شکل خود سازند.
سیلی پوتی مرجانی رنگ اصلی از 65٪ دی متیل سیلوکسان (پلیمرهایی با پایانه هیدروکسیل و شامل بوریک اسید)، 17٪ سیلیس (کوارتز کریستالی)، 9٪ تیکساترول (به دست آورده شده از روغن کرچک )، 4٪ پلی دی متیل سیلوکسان، 1٪ دکامتیل‌سیکلوپنتاسیلوکسان، 1٪ گلیسیرین و 1٪ دی اکسید تیتانیوم  تشکیل شده است. . 

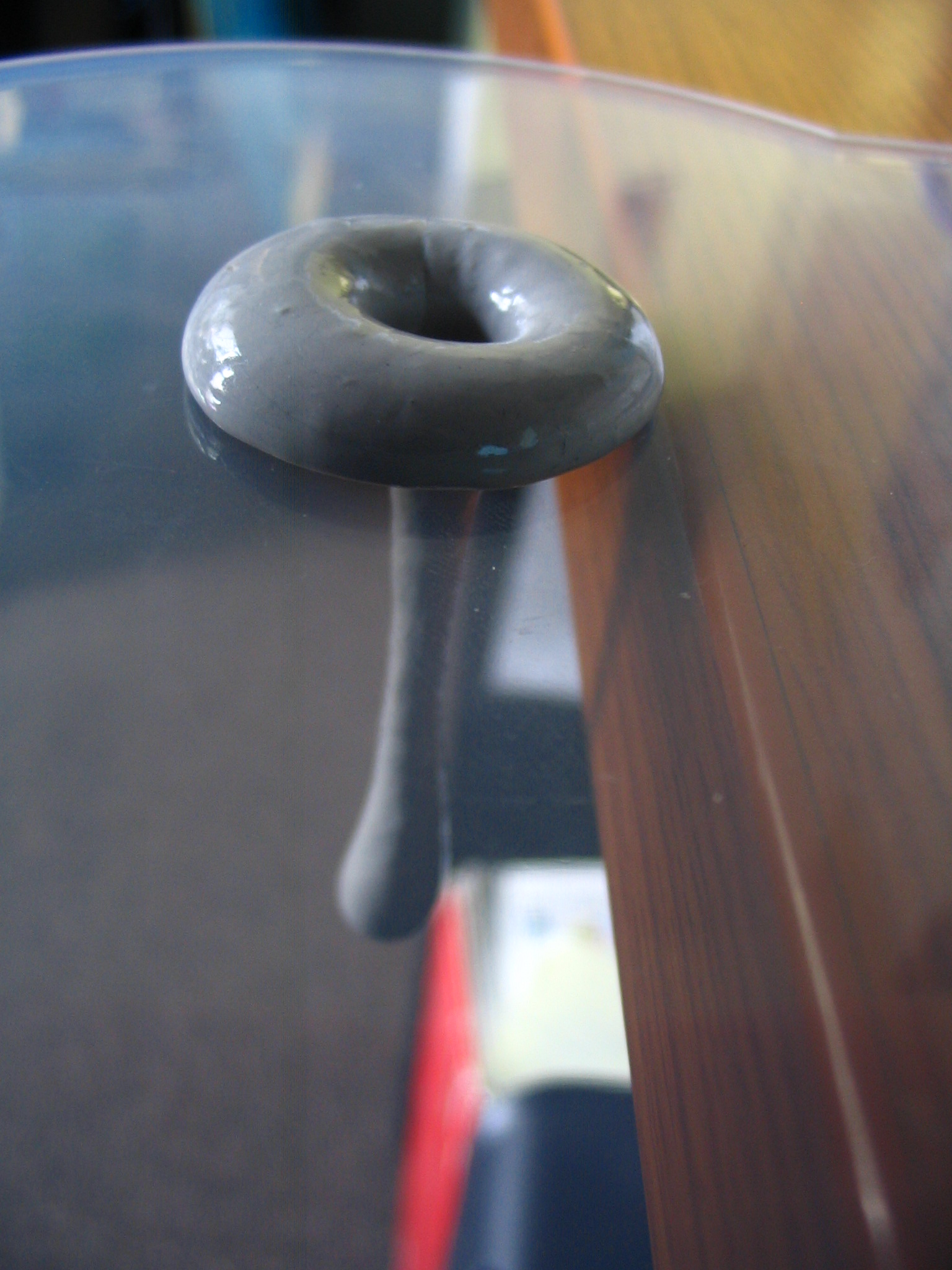
بتونه احمقانه در حال جریان یافتن از داخل یک سوراخ

ویژگی‌های جریان غیرمعمول بتونه احمقانه به دلیل ترکیب پلی‌دی‌متیل سیلوکسان (PDMS) می باشد که یک ماده ویسکوالاستیک است. ویسکوالاستیسیته نوعی جریان غیر نیوتنی است که ماده ای را مشخص می کند که به عنوان یک مایع چسبناک در مدت زمان طولانی عمل می کند اما در یک دوره زمانی کوتاه به عنوان یک جامد کشسان خود را نشان می دهد.  از آنجایی که ویسکوزیته(گرانروی) ظاهری آن به طور مستقیم به نسبت به مقدار نیروی اعمال شده افزایش می یابد، بتونه احمقانه را می توان به عنوان یک سیال متسع مشخص کرد. 
بتونه احمقانه نیز چسبندگی نسبتا خوبی دارد. زمانی که جوهر روزنامه بر پایه نفت بود، می‌توانستیم از بتونه احمقانه برای انتقال تصاویر روزنامه به سطوح دیگر استفاده کنیم و با تحریف تصویر منتقل شده پس از آن، سرگرمی ایجاد کرد. کاغذهای جدیدتر با جوهرهای که بر پایه سویا ساخته شده اند، در برابر این فرآیند مقاومت بیشتری دارند. 
عموما، پاک کردن بتونه احمقانه از اجناس داری بافت مانند خاک و لباس دشوار است. ضدعفونی کننده های دستی که حاوی الکل هستند اغلب  برای پاک کردن آن مفید هستند. بتونه احمقانه در تماس با الکل حل می شود. پس از تبخیر الکل، مواد خواص اصلی خود را از دست می دهد و دیگر مثل سابق نمی باشد. 
اگر بتونه احمقانه در آب گرم یا داغ غوطه ور شود، نرم تر می شود و بدینگونه بسیار سریعتر "ذوب می شود". همچنین پس غوطه ور شدن در آب داغ حذف مقادیر کمی از آن از سطوح، سخت تر می شود. پس از گذشت مدت زمانی طولانی، به حالت گرانروی اولیه خود باز می گردد. 
بتونه احمقانه به صورت ۱۳-گرم (۰٫۴۶-اونس) تکه ای از خاک رس که در یک ظرف پلاستیکی تخم مرغی شکل قرار دارد، فروخته می شود . برند بتونه احمقانه متعلق به شرکت کرایولا (شرکت Binney & Smith سابق) است. تا تاریخ جولای 2009، روزانه 20 هزار بسته بتونه احمقانه فروخته می شد. از سال 1950، بیش از 300 میلیون بست بتونه احمقانه (تقریباً 4100 تن ) فروخته شده است.   این کالا در رنگ های مختلف از جمله فسفرتابی و متالیک موجود است. اقلب برندهای دیگر مواد مشابهی را، در ظروف با اندازه بزرگتر، و در رنگ های بسیار متنوع یا با خواص متفاوت، مانند مغناطیس و رنگین تابی، ارائه می دهند.

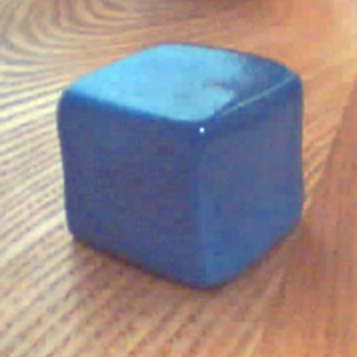
سیلی پوتی به شکل یک مکعب جامد

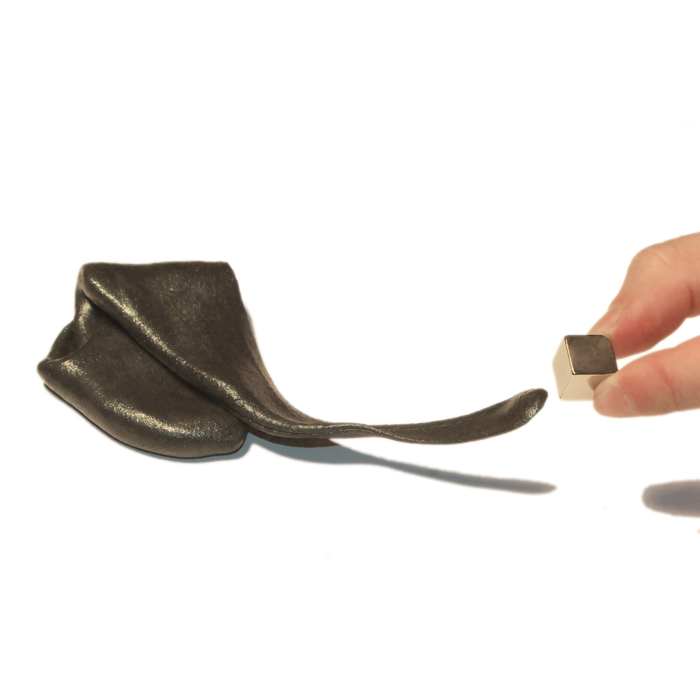
بتونه مغناطیسی هوشمند

## تاریخچه
در طول جنگ جهانی دوم، ژاپن با گسترش حوزه نفوذ خود در حاشیه اقیانوس آرام ، به کشورهای تولیدکننده لاستیک حمله کرد. لاستیک برای تولید قایق ، تایر ماشین ، قطعات خودرو و هواپیما ، ماسک گاز و چکمه حیاتی و ضروری بود. در ایالات متحده، تمام محصولات لاستیکی جیره بندی شدند. به همین دلیل شهروندان ترغیب شدند تا محصولات لاستیکی خود را تا پایان جنگ حفظ کنند و لاستیک‌ها، چکمه‌ها و کت‌های یدکی را اهدا کنند. در همین زمان، دولت آمریکا بودجه ای برای تحقیقات در مورد ترکیبات لاستیک مصنوعی، برای تلاش برای رفع این کمبود، اختصاص داد. 
شخص مخترع بتونه احمقانه مورد مناقشه است  و به گونه های مختلف به ارل واریک از داو کورنینگ تازه تاسیس، هاروی چین و جیمز رایت مخترع متولد اسکاتلند که در آن زمان برای جنرال الکتریک در نیوهیون ، کانکتیکات کار می کرد، نسبت داده شده است. .  واریک در طول زندگی خود اصرار داشت که او و همکارش، راب روی مک گرگور، قبل از رایت، حق امتیاز  سیلی پوتی را دریافت کردند.  اما تاریخچه ای که کرایولا از سیلی پوتی بیان می کند، نشان دهنده این است که رایت برای اولین بار آن را در سال 1943 اختراع کرد.    هر دو محقق به طور مستقل کشف کردند که واکنش اسید بوریک با روغن سیلیکون می‌تواند ماده‌ای ژولیده و جهنده با چندین ویژگی منحصر به فرد تولید کند. بتونه غیر سمی در هنگام انداختن جهش می کرد، می توانست بیشتر از لاستیک معمولی کشیده شود، کپک نمی زد و دمای ذوب بسیار بالایی داشت. با این حال، این ماده تمام خواص مورد نیاز برای جایگزینی لاستیک را نداشت. 
در سال 1949، صاحب فروشگاه اسباب بازی، روث فالگاتر، با این بتونه برخورد کرد. او با مشاور بازاریابی پیتر سی.ال. هاجسون (1912-1976) تماس گرفت.  آن دو تصمیم گرفتند که بتونه جهشی را با فروش آن در یک جعبه شفاف به بازار عرضه کنند. با وجود اینکه فروش خوبی داشت، فالگاتر بیشتر آن را دنبال نکرد. با این حال، هاجسون پتانسیل آن را دید.
هاجسون که قبلاً 12000 دلار بدهی داشت، 147 دلار وام گرفت تا بتواند یک دسته از بتونه را بخرد تا در تخم مرغ های پلاستیکی به وزن  ۱-اونس (۲۸-گرم) بسته بندی کند و به قیمت 1 دلار در حالی که آن را بتونه احمقانه می نامید، بفروشد . فروش اولیه ضعیف بود، اما پس از آن که یک مقاله نیویورکر به آن اشاره کرد، هاجسون بیش از 250000 تخم بتونه احمقانه را در سه روز فروخت.  با این حال، هاجسون در سال 1951 به دلیل جنگ کره تقریباً ورشکست شد. سیلیکون، ماده اصلی بتونه احمقانه، در حالت جیره بندی قرار گرفت و به کسب و کار او آسیب رساند. یک سال بعد، محدودیت سیلیکون برداشته شد و تولید بتونه احمقانه از سر گرفته شد.  در ابتدا، هدف فروش در درحه اول بزرگسالان بودند. با این حال، تا سال 1955، اکثریت مشتریان آن شش تا دوازده سال داشتند. در سال 1957، هاجسون اولین تبلیغات تلویزیونی برای بتونه احمقانه را تولید کرد که در طول برنامه Howdy Doody پخش شد. 
در سال 1961، بتونه احمقانه به سراسر جهان رفت و در اتحاد جماهیر شوروی و اروپا به یک موفقیت تبدیل شد. در سال 1968 توسط فضانوردان آپولو 8 به مدار ماه برده شد. 
پیتر هاجسون در سال 1976 درگذشت. یک سال بعد، Binney & Smith، سازندگان محصولات کرایولا، حقوق بتونه احمقانه را به دست آوردند. تا سال 2005 ، فروش سالانه بتونه احمقانه از شش میلیون تخم مرغ فراتر رفت. 
سیلی پوتی در 28 می 2001 به تالار مشاهیر اسباب بازی ملی معرفی شد.

## استفاده های دیگر
علاوه بر موفقیت آن به عنوان یک اسباب بازی، کاربردهای دیگری نیز برای بتونه یافت شده است. در خانه می توان از آن برای پاک کردن موادی مانند گرد و خاک، پرز، موهای حیوانات خانگی یا جوهر از سطوح مختلف استفاده کرد. خواص منحصر به فرد این ماده در کاربردهای پزشکی و علمی کاربرد خاصی پیدا کرده است. فیزیوتراپ ها از آن برای درمان توانبخشی آسیب های دست استفاده می کنند.  تعدادی از برند های دیگر (مانند Power Putty و TheraPutty ) خواص مواد را تغییر می دهند و آن را در سطوح مختلفی از مقاومت ارائه می دهند. این ماده همچنین به عنوان ابزاری برای کمک به کاهش استرس استفاده می شود و در ویسکوزیته های مختلف بر اساس نیاز کاربر وجود دارد.
به دلیل ویژگی های چسبندگی آن، فضانوردان آپولو از آن برای ایمن کردن ابزارهای خود در گرانش صفر استفاده کردند. علاقه‌مندان به ساخت مدل‌های مقیاس از بتونه به‌عنوان واسطه پوشش هنگام رنگ‌آمیزی مجموعه‌های مدل استفاده می‌کنند. رصدخانه استوارد برای خرد کردن آینه های تلسکوپ نجومی از یک دور پشتی بتونه احمقانه استفاده می کند. 
محققان دانشکده فیزیک ترینیتی کالج دوبلین (مرکز تحقیقات در مورد نانوساختارها و نانودستگاه‌های تطبیقی (CRANN) و مراکز تحقیقاتی مواد پیشرفته و تحقیقات مهندسی زیستی (AMBER)) کشف کرده‌اند که مخلوط‌های نانو کامپوزیت گرافن و بتونه احمقانه به عنوان حسگرهای فشار حساس عمل می‌کنند و توانایی اندازه گیری ردپای عنکبوت در حال خزیدن روی آن را دارند. 